# Võ Xu
Võ Xu là thị trấn huyện lỵ của huyện Đức Linh, tỉnh Bình Thuận, Việt Nam.

## Địa lý
Thị trấn Võ Xu có vị trí địa lý:

Vị trí Thị Trấn Võ Xu trong Huyện Đức Linh

- Phía đông giáp huyện Tánh Linh ranh giới là sông La Ngà
- Phía tây giáp xã Nam Chính
- Phía nam giáp xã Vũ Hòa
- Phía bắc giáp các xã Sùng Nhơn, Mê Pu và Đa Kai ranh giới là sông La Ngà.

Thị trấn Võ Xu có diện tích 28,27 km², dân số năm 2016 dân số thị trấn đạt 21.618 người, mật độ dân số đạt 765 người/km².

## Hành chính
Thị trấn Võ Xu được chia thành 9 khu phố: 1, 2, 3, 4, 5, 6, 7, 8, 9.

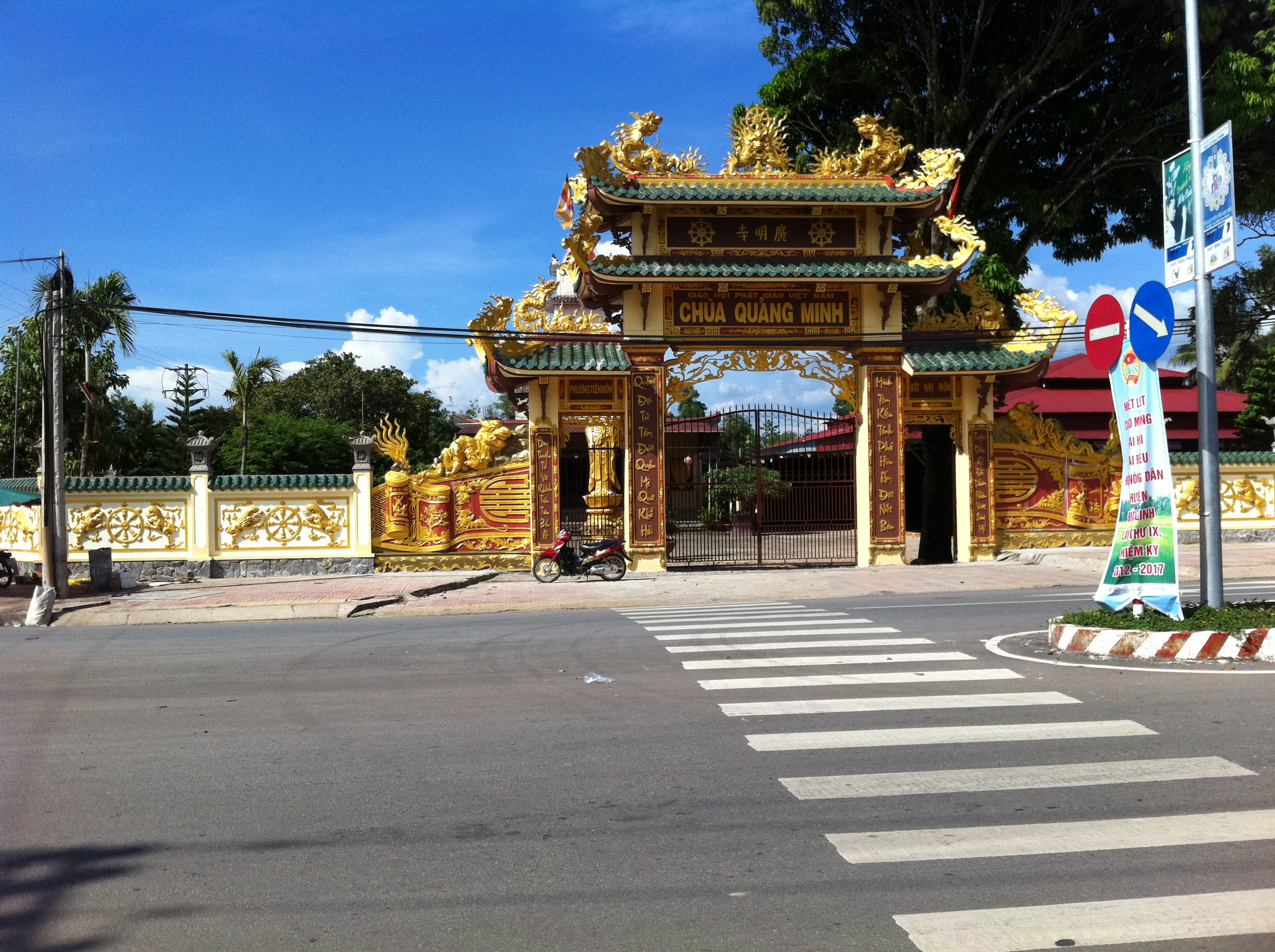
Chùa Quảng Minh

## Lịch sử
Ngày 15 tháng 6 năm 1999, Chính phủ ban hành Nghị định 37/1999/NĐ-CP về việc thành lập thị trấn Võ Xu trên cơ sở toàn bộ diện tích và dân số của xã Võ Xu.
Thị trấn Võ Xu có 2.765 ha diện tích tự nhiên và 15.833 nhân khẩu.